# Nikola Milutinov
Nikola Milutinov (in serbo Никола Милутинов?; Novi Sad, 30 dicembre 1994) è un cestista serbo, professionista in VTB League e in Eurolega con l'Olympiakos.

## Carriera
È stato selezionato dai San Antonio Spurs al primo giro del Draft NBA 2015 (26ª scelta assoluta).

## Statistiche

### Eurolega
| Anno      | Squadra    | PG  | PT  | MP   | TC%  | 3P%  | TL%  | RP   | AP  | PRP | SP  | PP   |
| --------- | ---------- | --- | --- | ---- | ---- | ---- | ---- | ---- | --- | --- | --- | ---- |
| 2012-2013 | Partizan   | 8   | 1   | 7,5  | 55,6 | -    | 75,0 | 1,4  | 0,1 | 0,1 | 0,3 | 3,3  |
| 2013-2014 | Partizan   | 21  | 16  | 20,3 | 51,3 | -    | 64,0 | 3,3  | 1,0 | 0,2 | 0,6 | 4,7  |
| 2015-2016 | Olympiakos | 18  | 13  | 10,8 | 54,2 | -    | 77,8 | 2,7  | 0,3 | 0,3 | 0,7 | 3,7  |
| 2016-2017 | Olympiakos | 36  | 15  | 12,7 | 57,9 | 0,0  | 69,2 | 3,3  | 0,6 | 0,3 | 0,8 | 4,4  |
| 2017-2018 | Olympiakos | 29  | 26  | 21,7 | 65,3 | -    | 75,6 | 5,7  | 1,0 | 0,6 | 0,6 | 8,8  |
| 2018-2019 | Olympiakos | 28  | 28  | 26,0 | 66,3 | 100  | 73,3 | 7,9  | 1,5 | 0,6 | 0,7 | 11,7 |
| 2019-2020 | Olympiakos | 24  | 24  | 24,7 | 65,6 | -    | 76,5 | 8,2* | 1,2 | 0,5 | 0,6 | 10,3 |
| 2020-2021 | CSKA Mosca | 20  | 19  | 23,6 | 66,7 | 50,0 | 70,2 | 8,6* | 0,8 | 0,4 | 0,5 | 9,9  |
| 2021-2022 | CSKA Mosca | 16  | 13  | 19,2 | 57,8 | 0,0  | 71,1 | 6,5  | 0,9 | 0,4 | 0,4 | 7,7  |
| 2023-2024 | Olympiakos | 27  | 4   | 18,1 | 61,0 | -    | 82,2 | 5,6  | 0,9 | 0,3 | 0,6 | 7,8  |
| 2024-2025 | Olympiakos | 29  | 4   | 19,9 | 58,2 | -    | 83,7 | 5,8  | 0,8 | 0,6 | 0,7 | 8,2  |
| Carriera  | Carriera   | 256 | 163 | 19,3 | 61,6 | 40,0 | 75,5 | 5,6  | 0,9 | 0,4 | 0,6 | 7,6  |

### Eurocup
| Anno      | Squadra  | PG | PT | MP   | TC%  | 3P% | TL%  | RP  | AP  | PRP | SP  | PP  |
| --------- | -------- | -- | -- | ---- | ---- | --- | ---- | --- | --- | --- | --- | --- |
| 2014-2015 | Partizan | 9  | 8  | 22,5 | 44,2 | -   | 77,3 | 6,0 | 1,3 | 0,4 | 0,3 | 7,0 |
| Carriera  | Carriera | 9  | 8  | 22,5 | 44,2 | -   | 77,3 | 6,0 | 1,3 | 0,4 | 0,3 | 7,0 |

## Palmarès

### Squadra
- Campionato serbo: 2

Partizan Belgrado: 2012-2013, 2013-2014
- Campionato greco: 2

Olympiakos: 2015-2016, 2024-2025
- Coppa di Grecia: 1

Olympiakos: 2023-2024
- VTB United League: 1

CSKA Mosca: 2020-2021
- Supercoppa VTB United League: 1

CSKA Mosca: 2021
- Supercoppa greca: 2

Olympiakos: 2023, 2024
- Lega Adriatica: 1

Partizan Belgrado: 2012-2013

### Individuale
- MVP VTB United League: 1

CSKA Mosca: 2022-2023
- FIBA World Cup All-Tournament Second Teams: 1

2023